# École marocaine des sciences de l'ingénieur
L'École marocaine des sciences de l'ingénieur, connue sous le sigle EMSI, est un établissement d'enseignement supérieur privé fondé en 1986, par un groupe d'enseignants universitaires pour former des élèves dans les domaines de l'ingénierie, des nouvelles technologies et des télécoms au Maroc.

## Historique
L'École marocaine des sciences de l'ingénieur est reconnue par l'état et est membre du réseau Honoris United Universities avec l'université Mundiapolis et l'EAC.
En 2019, l'EMSI comptait plus de 4 500 élèves en formation dans tout le royaume, répartis sur 14 sites, et plus de 300 professeurs intervenants.

## Formation
La formation initiale de l'École marocaine des sciences de l'ingénieur s'étale sur une durée de cinq ans d'études après le baccalauréat. Après deux années de classes préparatoires, la formation se poursuit dans l'une des filières suivantes : 
- Filière Ingénierie Informatique et Réseaux (IIR)
- Filière Ingénierie Electrique et Systeme Intelligent (GESI)
- Filière Génie Industriel (GI)
- Filière Génie Civil, bâtiment et travaux publics (GCBTP)
- Filière ingénierie Financière et Audit (IFA)

### Double diplomation
Les élèves ont la possibilité de s'inscrire, parallèlement à leur cinquième année de formation, dans des masters d'universités françaises. Cette ouverture permet aux lauréats l'obtention d'une double diplomation
La préparation de ces masters est délocalisée au sein de l'EMSI, sous forme d'enseignements théoriques et pratiques dispensés conjointement par des professeurs des deux institutions (EMSI et université partenaire)[réf. souhaitée].
Ces conventions permettent de préparer à l'EMSI les diplômes suivants :
- Master MIAGE (Méthodes informatiques appliquées à la gestion des entreprises) de l'université de Nice Sophia Antipolis.
- Master MBDS (Mobiquité, base de données et intégration de systèmes) de l'université de Nice Sophia Antipolis.
- Master Génie Civil (Spécialité « Structures, Matériaux, Énergétique du bâtiment ») l'Université de Lorraine.
- Master EEA (Électronique, Énergie et Automatique parcours Contrôle de l'Efficacité Énergétique (C.E.E)) l'Université de Lorraine.
- Master GSI (Génie des Systèmes Industriels) l'Université de Lorraine.
- Master I-MARS (International - Microtechnologie, architectures, réseaux et systèmes) de l'Institut national des sciences appliquées de Rennes.
- Master EAPS-SPIA (Électronique, Automatique, Productique, Signal et Image - Systèmes de Production Industriels Automatisés) de l'université Bordeaux 1
- Master EAPS- IPPSI (Électronique, Automatique, Productique, Signal et Image - Ingénierie, Pilotage et Performance des Systèmes Industriels) de l'université Bordeaux 1

Après le parcours du master, les élèves ingénieurs décrochent un diplôme des universités françaises[réf. souhaitée].

## Recherche
Dans le cadre de la recherche scientifique, l'EMSI a conçu et développé 3 laboratoires de recherche dans les domaines de la recherche scientifique académique, l'innovation et l'invention. En 2019, les laboratoires SMARTiLab et LPRI de l'EMSI avaient reçu plus de 70 distinctions et médailles divers pays où l'EMSI a représenté le Maroc,,.